# Linyphia orophila
Linyphia orophila là một loài nhện trong họ Linyphiidae.
Loài này thuộc chi Linyphia. Linyphia orophila được Tord Tamerlan Teodor Thorell miêu tả năm 1877.